# فأر الخلد ميشو
فأر الخلد ميكو (الاسم العلمي: Fukomys mechowii)، نوع من القوارض من فصيلة العرميات. يوجد في أنغولا وجمهورية الكونغو الديمقراطية وزامبيا وربما ملاوي. موائلها الطبيعية هي السافانا الرطبة والشجيرات الجافة المدارية أو الاستوائية والأراضي العشبية الجافة شبه الاستوائية أو الاستوائية. تم وصف هذا النوع أول مرة من قبل عالم الطبيعة الألماني فيلهلم بيترز في عام 1881. سُمي تكريمًا للمستكشف البروسي وعالم الطبيعة فريدريش فيلهلم ألكسندر فون ميشو.